# Regionalwahlen in Madeira 2011
Die Regionalwahlen in Madeira 2011 waren die zehnten Regionalwahlen in Madeira seit der Wiedereinführung der Demokratie in Portugal 1974 und fanden am 9. Oktober statt. Dabei standen 47 Sitze zum Regionalparlament der Autonomen Region Madeira zur Wahl. Die regierende Sozialdemokratische Partei von Präsident Alberto João Jardim verlor erstmals in ihrer Geschichte die absolute Mehrheit an Stimmen, hielt aber mit 25 Mandaten weiterhin die absolute Mandatsmehrheit. Regionalwahlen finden in Madeira alle vier Jahre statt, die letzte Wahl erfolgte am 6. Mai 2007.

## Parteien
siehe auch: Liste der politischen Parteien in Portugal
- CDS-PP – CDS – Portugiesische Volkspartei
- MPT – Partido da Terra (Partei der Erde)
- Coligação Democrática Unitária – CDU – Wahlgemeinschaft aus der Kommunistischen Partei Portugals (PCP) und den Grünen (PEV)
- PND – Nova Democracia
- B.E. – Bloco de Esquerda (Linksblock)
- PAN – Partei für Tiere und Natur
- PTP – Portugiesische Arbeiterpartei
- PPD/PSD – Sozialdemokratische Partei
- PS – Sozialistische Partei

## Wahlverlauf
Die Schlussphase des Wahlkampfs war geprägt durch einen Finanzskandal, bei dem Alberto João Jardim und seine Sozialdemokratische Partei unter scharfe Kritik gerieten, weil die tatsächliche Schuldenhöhe Madeiras in Höhe von fünf Milliarden Euro jahrelang nicht korrekt angegeben wurde, so dass ein Fehlbetrag von 1,1 Milliarden Euro erst im September 2011 auftauchte.
Die seit der Nelkenrevolution allein regierenden Sozialdemokraten verloren bei der Wahl in der Folge die absolute Stimmenmehrheit, das schlechteste Ergebnis ihrer Geschichte, besaßen aber mit 25 Mandaten weiterhin die absolute Mehrheit im 47 Sitze umfassenden Regionalparlament.
Die oppositionelle Portugiesische Volkspartei (CDS-PP) verzeichnete mit 17,63 Prozent eine Verdreifachung ihrer Stimmen und war im neuen Parlament mit 9 statt bisher 2 Mandaten vertreten. Sie löste damit die Sozialistische Partei (PS), die ein Mandat einbüßte, als größte Oppositionspartei der Region ab. Die neu angetretene PTP errang auf Anhieb drei Mandate, bei allen anderen Parteien gab es nur geringe Mandatsverschiebungen.
Die beiden größten Oppositionsparteien CDS-PP und PS behaupteten Unregelmäßigkeiten während der Wahl und brachten eine formelle Beschwerde bei der Wahlbehörde ein.

## Wahlergebnisse
- CDU: 1
- PAN: 1
- PTP: 3
- PS: 6
- MPT: 1
- PSD: 25
- PP: 9
- PND: 1

|                 | Partido Social Democrata              | 71.561  | 48,6  | −15,7 | 25 | −8 |
|                 | Partido Popular                       | 25.975  | 17,6  | +12,3 | 9  | +7 |
|                 | Partido Socialista                    | 16.942  | 11,5  | −3,9  | 6  | −1 |
|                 | Partido Trabalhista Português         | 10.115  | 6,9   | −     | 3  | −  |
|                 | Coligação Democrática Unitária1       | 5.546   | 3,8   | −3,8  | 1  | −1 |
|                 | Partido da Nova Democracia            | 4.825   | 3,3   | +1,2  | 1  | −  |
|                 | Partido pelos Animais e pela Natureza | 3.134   | 2,1   | −     | 1  | −  |
|                 | Partido da Terra                      | 2.839   | 1,9   | −0,3  | 1  | −  |
|                 | Bloco de Esquerda                     | 2.512   | 1,7   | −1,3  | 0  | −1 |
|                 | Leere Stimmzettel                     | 1.088   | 0,7   | −0,1  |    |    |
|                 | Ungültige Stimmzettel                 | 2.800   | 1,9   | +0,5  |    |    |
|                 | Gesamt                                | 147.337 | 100,0 |       | 47 |    |
| Wahlberechtigte | Wahlberechtigte                       | 256.755 |       |       |    |    |
| Wahlbeteiligung | Wahlbeteiligung                       | 57,4 %  |       |       |    |    |
| Quelle:         |                                       |         |       |       |    |    |

1 Die Coligação Democrática Unitaria ist eine Listenverbindung aus PCP, den Grünen und der Intervenção Democrática (ID).